# 은하전설 테라
"은하전설 테라"는 한국에서 제작된 홍상만 감독의 1984년 애니메이션, 가족, SF 영화이다. 정욱 등이 제작에 참여하였다.

## 기타
- 감수: 신동헌